# 下寺湾政治局会议
下寺湾政治局会议是指中央红军二万五千里长征到达陕北后，于1935年11月3日在陕北苏区的下寺湾召开中国共产党中央政治局会议，决定了长征胜利后在陕北的党政军组织形式与相应的策略。

## 历史
1935年9月27日中共中央政治局榜罗镇会议决定将中共中央和中国工农红军陕甘支队长征的落脚点放在陕北。1935年10月18日，中央红军（陕甘支队）由陕西定边县白马崾崄乡牛圈圪坨进入（今吴起县）铁边城西南的“后张户岔”。18日下午，红军到达铁边城。18日晚，毛泽东随同陕甘支队第一纵队住在铁边城张湾子村召开了中共中央政治局常委会议，讨论进入陕西后的行动方针，与红二十六军、红二十七军会合的问题（当时还不知道红二十五军也已经到了陕北）。
1935年10月19日，毛泽东率领中国工农红军陕甘支队第一纵队从定边城张湾子出发，下午16时到达陕北吴起镇（当时镇上仅有11户人家），看到吴起镇上有苏维埃政府的牌子与红色标语，才认定已经到了陕北苏区。定边县革命委员会保卫队队长白凤清向定边县革命委员会（即县苏维埃政府）主席王玉海报告：我们在头道川侦察时听到枪声，中午见到了中央红军的先头部队，他们询问了刘志丹及当地苏维埃政府的情况，并把陕甘支队政治部的一封信转交给王玉海。王玉海当即决定，到陕甘支队地彭沟门，看一看情况再说。19日当晚，中央领导毛泽东、张闻天、王稼祥、秦邦宪、杨尚昆等都住在洛河东岸的新窑院里，周恩来住在吴起镇前街的宗湾子。10月20日，毛泽东接见了定边县革命委员会主席王玉海、三边游击营教导员龚逢春，赤安县六区游击队队长兼指导员张明科，听取了陕北与当地的工作汇报，布置了王玉海等地方干部连夜通知各区、乡游击队、群众送粮捐物，迎接中央红军。定边县革命委员会主席王玉海、粮食委员李天鹏为中央红军积极筹集粮食。赤安县六区一乡（吴起镇当时隶属于赤安县六区一乡）苏维埃政府主席刘景权、党支部书记刘景瑞向陕甘支队政治部代理主任杨尚昆汇报了西北苏区有关情况。时任陕北红十五军团政委的程子华后来回忆：“在消灭榆林桥的东北军以后，我仍在道佐铺。陕北苏区洛河川特委书记李景林来说，有‘马回回’到了吴起镇，穿的衣服什么都有。他给了我一张布告，我看落款是陕甘支队，有彭德怀、杨尚昆的签名。这样，我就清楚了，这是中央红军来了，赶快欢迎，慰劳他们。我给彭德怀、杨尚昆写了一个报告，说了陕北敌人的形势，红军的作战方针，劳山、榆林桥战斗。”10月20日，彭德怀率领陕甘支队第二、第三纵队也进抵吴起镇附近。10月21日，中央红军在吴起镇以西地域发起打击尾追而来的东北军骑兵第6师白凤翔部、宁夏马鸿宾第35师骑兵团马培清部，毙、伤和俘虏敌兵2050人，缴获战马1600余匹和大量骑兵装备，中央红军牺牲了陕甘支队第一纵队第二大队队长李英华（原红四团参谋长，牺牲后由梁兴初继任大队长）以下200余人。此即红军长征吴起镇“切尾巴”战斗。10月21日下午和10月22日，中央红军与当地游击队、赤卫军、群众举行盛大的庆祝联欢会。
1935年10月22日在吴起镇召开中共中央政治局扩大会议，毛泽东在会上做了《关于目前行动的方针》报告。会议批准了政治局常委榜罗镇会议关于红军落脚陕北的决策，明确提出了保卫和扩大西北根据地，以西北根据地来领导全国革命，把陕北作为红军长征的落脚点和中国革命的大本营，宣告了中央红军长征结束。
中共中央派陕北出身的中国工农红军总政治部白军工作部部长贾拓夫、中央组织部长李维汉带电台，作为先遣队离开吴起镇南下赴陕甘边特委与苏维埃政府所在地下寺湾去寻找陕北红军和刘志丹，定边县革命委员会粮食委员李天鹏奉命带领20名游击队员护送，在甘泉县下寺湾遇到了陕甘晋省委副书记郭洪涛，得知陕北苏区正在对陕甘红二十六军和陕甘边区党组织肃反，刘志丹等众多干部已被拘捕，当即电告党中央。赤安县游击队队长张明科及红二十六军骑兵团原政委龚逢春在吴起镇也向毛泽东汇报了陕甘苏区正在“肃反”的情况，希望党中央予以正确处理。中央与毛泽东得知陕北肃反扩大化和刘志丹等被关押的情况，当即下令停止逮捕，停止审查，停止杀人，一切听候中央解决。随后，中央派国家政治保卫局执行部长王首道、科长刘向三、贾拓夫带一部电台和一个排的兵力，先期到瓦窑堡接管西北保卫局。
蒋介石企图乘中央红军在陕北立足未稳，调集东北军五个师兵力，分东西两路进攻，企图将红军围歼在洛河以西、葫芦河以北地区。10月27日，中共中央政治局常委会议改变了“以吴起镇为中心，第一期向西”的行动方针，确定中央红军南下与红十五军团会合。10月28日，驻守庆阳、合水的东北军第五十七军董英斌部自西向东沿葫芦河一线逼近，东部的东北军第六十七军王以哲由洛河北上，形势严峻。10月30日毛泽东与中共中央机关离开吴起镇，沿洛河南下，于11月2日到达陕甘边区苏维埃政府所在地甘泉县下寺湾村。毛泽东住在村民白云德家的石窑洞里。
1935年11月3日上午，在下寺湾陕甘边区特委（村民白云德家的石窑洞里），召开了中央政治局常委会议。出席会议的有毛泽东、张闻天、周恩来、博古、王稼祥、刘少奇、凯丰、林伯渠、彭德怀、李维汉和李德。会议听取陕甘晋省委副书记郭洪涛和西北军委主席聂洪钧关于陕北苏区、陕北红军及其作战情况的汇报。会后，中央政治局成员出席了当地群众举行的欢迎大会。毛泽东和彭德怀在欢迎大会上发表了讲话。当天下午继续开会。毛泽东在会议上说：（中共中央）对外用中共西北中央局和（中华苏维埃共和国）中央政府办事处的名义较为适当，公开使用中共中央和中央政府名义可在打破“围剿”之后再定。作战问题，应在这个月解决第三次“围剿”问题，经过一个深冬让敌人慢慢做堡垒是不好的。同红十五军团会合后，红十五军团应保存，红二十六军、红二十七军因历史关系也不要合并。陕甘支队可编成红一军团，并成立红一方面军。会议决定：
- 对外用中共西北中央局和中华苏维埃人民共和国中央政府西北办事处的名义，
- 成立西北革命军事委员会，毛泽东为主席，周恩来、彭德怀为副主席，成员有王稼祥、林彪、程子华、徐海东、聂洪钧、郭洪涛，并确定：大的战略问题，军委向中央提出讨论；至于战斗指挥问题，由军委全权决定。
- 以西北革命军事委员会发布命令，委任彭德怀为中国工农红军第一方面军司令员，毛泽东为政治委员，参谋长叶剑英，政治部主任王稼祥；林彪为第一军团军团长，聂荣臻为政治委员；徐海东为第十五军团军团长，程子华为政治委员。
- 中华苏维埃人民共和国中央执行委员会主席毛泽东，副主席项英、张国焘的名义发出《关于成立西北办事处的布告》：“为着统一和加强中国西北各省苏维埃运动的领导，使中国西北各省的苏维埃运动在更巩固的基础上更猛烈的发展起来，兹决定在陕甘晋苏区设立苏维埃中央政府驻西北办事处，以下列同志组织之：博古，主席；林伯渠，财政部长；邓发，粮食部长；王观澜，土地部长；崔田民，国民经济部长；徐特立，教育部长；蔡树藩，司法内务部长；罗梓铭，工农检查局长；邓振询，劳动部长。”1936年7月，西北办事处增设外交部，负责对外联络、宣传、外交等事宜，由博古兼任外交部长，下设交际处，处长伍修权；不久，交际处改为招待科，科长胡金魁。
- 中央决定分两路于11月4日出发：由洛甫（张闻天）、博古、刘少奇、王稼祥、凯丰等率中央机关工作人员北上去陕甘晋省委驻地瓦窑堡；由毛泽东、周恩来、彭德怀率红一军团南下，于王坪村渡过洛河，取山路向道佐铺红十五军团指挥部方向进发，与红十五军团会合。
- 撤销陕甘晋省委，成立陕甘省委和陕北省委，朱理治为陕甘省委书记，李富春为副书记；郭洪涛为陕北省委书记。

郭洪涛和贾拓夫先行赶到瓦窑堡，布置迎接党中央、中革军委到来的接待工作。1935年11月13日，由洛甫、博古等率领的中央机关到达进驻瓦窑堡。中共中央即以中共西北中央局的名义在瓦窑堡开始工作，并宣告中华苏维埃中央政府西北办事处正式成立。
在瓦窑堡，由董必武、李维汉、博古、王首道、刘向三5人负责审理刘志丹案，推倒了强加给刘志丹等人的莫须有罪名。11月7日，中共中央机关在瓦窑堡举行大会，大会由王首道主持，刘少奇讲话，会上宣布：释放刘志丹、高岗、习仲勋、杨森、杨琪、张秀山、刘景范、任浪华、高锦纯、高朗亭、黄罗斌、郭宝珊、王聚德、王家娃等18名受迫害的陕甘苏区党政军领导人。
1935年11月初，毛泽东、周恩来率领陕甘支队改编的红一军团南下到道佐铺与红十五军团会合。此时东北军正进攻陕北，红十五军团在榆林桥（今富县茶坊街道榆林桥村）一带。因为中央红军即红一军团很疲劳，为粉碎东北军的进攻，红十五军团调到张村驿、东村一带扫清战场。随后红十五军团在直罗镇南面，红一军团在直罗镇北面，发起直罗镇战役，红十五军团担任主力、主攻，在战役第一天即割裂、包围了东北军第109师师部（在一个孤立的山包上），当夜发动进攻，东北军突围，次日师长牛元峰被击毙。红一军团向西追到黑水寺（今属富县张家湾镇黑水寺社区），又消灭东北军第106师的一个团。直罗镇战役粉碎了国民党军对西北革命根据地第三次围剿。毛泽东、周恩来参与总结了战役经验后，就去了瓦窑堡。
1935年12月13日，毛泽东、周恩来到达瓦窑堡。1935年12月17日至25日，中央政治局在瓦窑堡召开会议，即“瓦窑堡会议”。会议做出《中共中央关于目前政治形势与党的任务的决议》。成为国共内战向民族战争转变、第二次国共合作的起点。

## 纪念
下寺湾毛泽东旧居位于陕西省延安市甘泉县下寺湾镇下寺湾村，原为村民白云德家，毗邻甘志公路，为独立小院，南北长约55米，东西宽约30米，占地面积约1650平方米。分前后两院，均坐北向南，后院现有两孔石窑洞，右边为毛泽东旧居。毛泽东旧居南17米有通道可通往前院，前院为三明两暗的石窑洞，过道中间两侧各有一间住的是中央机关工作人员，东侧为中央政治局常委会会议室，西侧为张闻天旧居。2008年9月16日被陕西省人民政府公布为第五批陕西省文物保护单位。